# Cremastus nordi
Cremastus nordi är en stekelart som beskrevs av Henry Keith Townes, Jr. 1965. Cremastus nordi ingår i släktet Cremastus och familjen brokparasitsteklar. Inga underarter finns listade i Catalogue of Life.